# 許相 (明朝)
許相（15世紀—16世紀），字廷翰，廣東廣州府新會縣容轂巷人，明朝政治人物。

## 生平
許相是正德十一年（1516年）丙子科廣東鄉試舉人，十五年（1520年）授建安教諭，端謹守禮，正己率物，身任教化，講明經學，門生多所成就，四十八歲時在任內去世。

## 引用
1. 1 2  道光《新會縣志·卷八·人物上》：許相，字廷翰，容轂巷人，端謹守禮，鄉人推重，由正德十一年鄉薦教諭建安，正己率物，身任教化，講明經學，從之遊者多所成就，年四十八卒於官，子炯自有傳。 王志
2. ↑  康熙《建安縣志·卷四·人物》：職官……教諭 明……許相 新會人，舉人，正德十五年任